# Bruno Leoni
Bruno Leoni (Ancona, 26 aprile 1913 – Alpignano, 21 novembre 1967) è stato un filosofo, giurista e politologo italiano.
Appartenente alla tradizione del pensiero liberale, fu un filosofo del diritto di fama internazionale. Per le sue idee, il suo nome viene associato ad un modello anti-statalista della società.

## Biografia
Nato ad Ancona, trascorse la sua vita tra Torino (dove visse ed esercitò la professione di avvocato), Pavia (nella cui università insegnò dal 1945 sino alla tragica scomparsa, assassinato da un truffatore nel novembre del 1967) e la Sardegna (regione con la quale ebbe profondi legami familiari ed affettivi).
Allievo di Gioele Solari, di cui fu pure assistente volontario, e collega di Luigi Firpo, nel 1942 divenne professore straordinario di Dottrina dello Stato presso l'ateneo pavese, ma la guerra per qualche anno lo tenne lontano dagli studi e dall'insegnamento. Nel corso del conflitto fece parte di A Force, un'organizzazione segreta alleata incaricata di liberare prigionieri e salvare soldati.
Nel 1945, a guerra finita, Bruno Leoni iniziò la sua attività accademica, insegnando Filosofia del diritto e ricoprendo l'incarico di preside della Facoltà di Scienze Politiche (dal 1948 al 1960). Diventa membro della Mont Pelerin Society, un'associazione internazionale di studiosi liberali all'interno della quale ricopre l'incarico di segretario (tra il 1961 e il 1966) e di presidente (nel 1967).
Bruno Leoni era il padre della giornalista televisiva Didi Leoni.

### L'omicidio
Morì prematuramente all'età di cinquantaquattro anni ad Alpignano, in provincia di Torino, in circostanze tragiche, ucciso nel 1967: un collaboratore del suo studio legale, Osvaldo Quero, di professione tipografo, ma che svolgeva amministrazioni di condomini e palazzi, aveva perpetrato truffe e sottrazioni di denaro; quando Leoni se ne accorse e minacciò di denunciarlo, l'uomo lo assassinò colpendolo ripetutamente alla testa e nascose poi il corpo in un garage, inscenando un sequestro di persona, ma venne subito scoperto. Braccato dalla polizia, cercò di avvelenarsi ingerendo della candeggina a Roma. Sopravvissuto, venne infine condannato a 24 anni di carcere e morì nel 1997.
Alla commemorazione di Leoni, a Pavia, intervenne anche Friedrich von Hayek.

## Intitolazioni
Alla sua memoria è intitolato l'Istituto Bruno Leoni, centro studi che in occasione del centesimo anniversario della nascita di Bruno Leoni ha proposto l'edizione critica dell'opera omnia.

## Pensiero
Nel secondo dopoguerra, mentre nel mondo intellettuale prevaleva il cosiddetto consenso keynesiano, Leoni criticava la logica dell'intervento pubblico mentre esaltava la superiore razionalità e legittimità degli ordini che emergono dal basso, per effetto del concorso delle volontà dei singoli individui.
Fondatore nel 1950 della rivista Il Politico, Leoni svolse ugualmente un'intensa attività pubblicistica, soprattutto scrivendo corsivi per il quotidiano economico Il Sole 24 Ore. Membro della «Mont Pelerin Society» (di cui fu segretario e poi presidente), lo studioso torinese fu pure molto impegnato nel Centro di Studi Metodologici della città piemontese e, in seguito, nel Centro di Ricerca e Documentazione “Luigi Einaudi”.
Studioso poliedrico (giurista e filosofo, ma anche appassionato cultore della scienza politica e della teoria economica, oltre che della storia delle dottrine politiche), nel corso degli anni cinquanta e sessanta Leoni promosse le idee liberali all'interno della cultura italiana: proponendo temi ed autori del liberalismo contemporaneo, ma soprattutto aprendo prospettive ad una concezione della società centrata sulla proprietà privata e il libero mercato. Per comprendere quanto sia stata importante la sua azione tesa a favorire una migliore conoscenza delle tesi più innovative, è sufficiente scorrere l'indice della rivista da lui diretta per molti anni, Il Politico, in cui diede spazio ad autori spesso a quel tempo poco noti, ma destinati a segnare le scienze economiche.
Con i suoi studi, inoltre, Leoni ha aperto la strada a molti orientamenti: dalla Teoria della scelta pubblica all'Analisi economica del diritto (filoni di ricerca che esaminano la politica ed il diritto con gli strumenti dell'economia), fino all'indagine interdisciplinare di quelle istituzioni – tra cui il diritto – che si sviluppano non già sulla base di decisioni imposte dall'alto, ma grazie ad un'intrinseca capacità di autogenerarsi ed evolvere dal basso.
Dopo la morte, per lungo tempo Bruno Leoni è stato quasi dimenticato: soprattutto in Italia. La sua opera più conosciuta, Freedom and the Law (pubblicato in lingua inglese nel 1961, ma frutto di lezioni tenute in California nel 1958), è stato tradotto in lingua italiana con più di trent'anni di ritardo. Per alcuni decenni, d'altra parte, il suo pensiero ha suscitato più attenzioni ed interessi al di là dell'Oceano Atlantico che non nel suo Paese d'origine.
Ciò non sorprende se si considera che l'individualismo integrale di Leoni risulta ben poco in sintonia con la cultura europea del suo tempo, mentre al contrario appare vicino alla tradizione civile degli Stati Uniti e soprattutto delle sue correnti più libertarian. Il liberalismo dell'autore di Freedom and the Law è pervaso da quella cultura anglosassone che egli assimilò in profondità grazie all'intensa frequentazione di alcuni tra i maggiori studiosi di quell'universo intellettuale.
Inoltre, egli seguì sempre con il massimo interesse i protagonisti della Scuola austriaca (Ludwig von Mises e Friedrich von Hayek, soprattutto) che – anche se europei – proprio in America hanno scritto alcuni dei loro maggiori contributi e in quel contesto hanno trovato folte schiere di allievi, tra cui bisogna menzionare Murray Rothbard e Israel Kirzner.

### Una filosofia del diritto di taglio individualista
In questo senso, bisogna rilevare che il percorso intellettuale di Bruno Leoni sarebbe stato molto differente senza la Mont Pelerin Society, nei cui convegni egli ebbe l'opportunità di entrare in contatto con intellettuali e scuole di pensiero estranei al clima dominante nell'Italia di allora. Per molti decenni, in effetti, l'associazione fondata da Hayek ha rappresentato un'occasione di scambi e approfondimenti per quanti cercavano interlocutori radicati nella cultura del liberalismo classico.
Per alcuni decenni dimenticato o quasi in Italia, il pensiero di Leoni ha continuato a vivere – fuori dei nostri confini – grazie alle iniziative, ai libri e agli articoli dei suoi amici americani e, oltre a loro, all'interesse che i suoi lavori hanno saputo suscitare nelle nuove generazioni di studiosi liberali.
A partire dalla metà degli anni novanta, però, la situazione è cambiata sotto più punti di vista. Grazie soprattutto alla pubblicazione in lingua italiana de La libertà e la legge, studiosi di vario orientamento sono tornati a riflettere sulle pagine del giurista torinese, dando vita ad una vera e propria "riscoperta" che sta producendo numerosi frutti e grazie alla quale si va finalmente riconoscendo a tale pensatore la sua giusta posizione tra i maggiori scienziati sociali del XX secolo. Oggi in Italia Bruno Leoni non è più considerato semplicisticamente un epigono di Friedrich von Hayek o un semplice ripetitore delle sue tesi.
In questo senso, è interessante rilevare che perfino intellettuali lontani dalle posizioni liberali e libertarian di Leoni avvertano sempre più il carattere innovativo del suo pensiero, che nell'ambito della filosofia del diritto ha saputo offrire una prospettiva alternativa ai modelli kelseniani del normativismo dominante e all'ispirazione socialdemocratica che ancora prevale all'interno delle scienze sociali.

### La critica a Kelsen
In particolare, mentre nel corso degli ultimi due secoli il diritto è stato ripetutamente identificato con la semplice volontà degli uomini al potere, uno dei contributi maggiori di Leoni è quello di aver indicato un altro modo di guardare alle norme, sforzandosi di cogliere ciò che vi è oltre la volontà dei politici e ben oltre la stessa legislazione. Per questa ragione, oggi si guarda alla teoria di Leoni come ad una radicale alternativa rispetto al normativismo formulato da Hans Kelsen, più volte criticato dal pensatore torinese.
Quella di Leoni, per giunta, è ancora oggi una proposta teorica talmente liberale da indurre più di uno studioso a parlare di Freedom and the Law come di un classico della tradizione libertarian, al cui interno sono racchiuse idee e intuizioni che restiamo ben lontani dall'aver compreso e sviluppato in tutte le loro potenzialità.
Al fine di tenere viva la lezione dell'autore di Freedom and the Law, nel 2003 è stato fondato l'Istituto Bruno Leoni, con sedi a Torino e a Milano (animato da Carlo Lottieri, Alberto Mingardi e Carlo Stagnaro), che si propone di affermare, all'interno del dibattito politico-economico, i principii liberali difesi da Leoni stesso e di promuovere la conoscenza del pensiero di Leoni e, in generale, delle teorie liberali e libertarian.

## Opere
- Bruno Leoni, Lezioni di dottrina dello Stato, raccolte da F. Boschis e G. Spagna, Pavia, Viscontea, 1957 (nuova edizione, a cura di Raffaele De Mucci e Lorenzo Infantino: Soveria Mannelli, Rubbettino, 2004).
- Bruno Leoni, Lezioni di filosofia del diritto, raccolte da M. Bagni, Pavia, Viscontea, 1959 (nuova edizione, a cura di Carlo Lottieri: Soveria Mannelli, Rubbettino, 2003).
- Bruno Leoni, Freedom and the Law, New York, Nostrand, 1961; trad. it. La libertà e la legge, Introduzione di Raimondo Cubeddu, Macerata, Liberilibri, 1995.
- Bruno Leoni, Scritti di scienza politica e teoria del diritto, Introduzione di M. Stoppino, Milano, Giuffrè, 1980.
- Bruno Leoni, Le pretese e i poteri: le radici individuali del diritto e della politica, Introduzione di Mario Stoppino, Milano, Società Aperta, 1997.
- Bruno Leoni, La sovranità del consumatore, Introduzione di Sergio Ricossa, Roma, Ideazione, 1997.
- Bruno Leoni, La libertà del lavoro, a cura di Carlo Lottieri, collana IBL “Diritto, Mercato, Libertà”, Treviglio – Soveria Mannelli, Leonardo Facco – Rubbettino, 2004.
- Bruno Leoni, Il diritto come pretesa, a cura di Antonio Masala, Introduzione di Mauro Barberis, Macerata, Liberilibri, 2004.
- Bruno Leoni, Il pensiero politico moderno e contemporaneo, a cura di Antonio Masala, Introduzione di Luigi Marco Bassani, Macerata, Liberilibri, 2009.
- Bruno Leoni, Il pensiero antico. Lezioni di filosofia del diritto, a cura di Antonio Masala, Torino, IBL Libri, 2020.